# Crocidura caliginea
Crocidura caliginea, musaraña oscura africana o musaraña de bruma africana, es una especie de mamífero soricomorfo de la familia Soricidae, endémica del Congo nororiental.
Se ha encontrado en Kisangani, bosque de Masako —donde es la especie de musaraña más abundante—, al oeste del bosque Epulu, en la isla de Kungulu y en el Parque nacional del bosque de Ituri.
De hábitos terrestres, vive en bosques primarios de tierras bajas situados en una meseta de 750 m de altitud y, ocasionalmente, en secundarios.
Aparece catalogada en la Lista Roja de la UICN como de «preocupación menor», ya que su área de distribución y sus poblaciones son grandes.